# Амурский бражник
Амурский бражник, или осиновый бражник (Laothoe amurensis) — бабочка из семейства бражников (Sphingidae).

## Описание
Размах крыльев 75—95 мм. Крылья тёмные, фиолетово-серые с поперечными чёрно-серыми волнистыми перевязями и линиями, внешний край крыльев зубчатый; грудь и брюшко тёмно-серые, густо и нежно опушены.

## Ареал и места обитания
Распространение: восток Европы (юг Финляндии, Прибалтика, Восточная Польша, Белоруссия), север и средняя полоса европейской части России, южная и центральная части Сибири (самые северные нахождения: Октябрьское в Ханты-Мансийском округе, Якутск, Нелькан и Тугур в Хабаровском крае), юг Дальнего Востока (включая Сахалин и Южные Курилы), Северная Монголия, Северо-Западный (Алтай в пределах Синьцзяна) и Северо-Восточный (Внутренняя Монголия, Хэйлунцзян) Китай, Корея, Япония (Хоккайдо, Хонсю).
Вид встречается на лесных полянах и по берегам озёр, по лесным опушкам, изобилующими осиной, также в смешанных и лиственных старых лесах с высоким уровнем влажности. В европейской части России очень локален и редок, на юге Восточной Сибири и Дальнего Востока России — обычный вид, встречающийся повсеместно.

## Биология
Бабочки активны после наступления темноты. Активно летят на свет, особенно самцы. Развивается в одном поколении, лёт бабочек с конца мая по середину июля, в Приамурье — с конца мая до середины августа.
Гусеница 65—80 мм в длину. Питается на осине, реже на других тополях и ивах. Зимует куколка в почве на глубине 2—3 см.

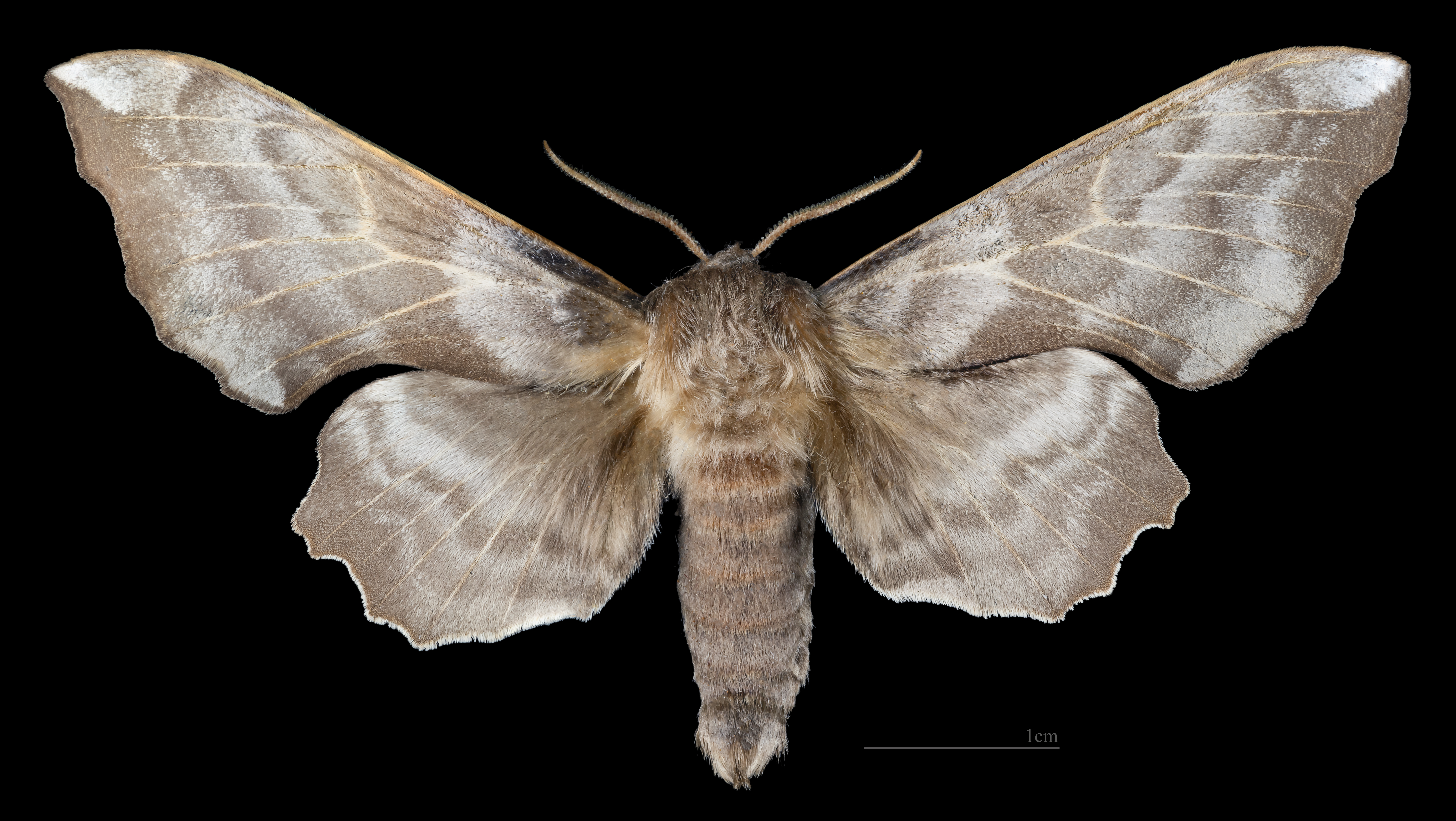
Самец (вид сверху)
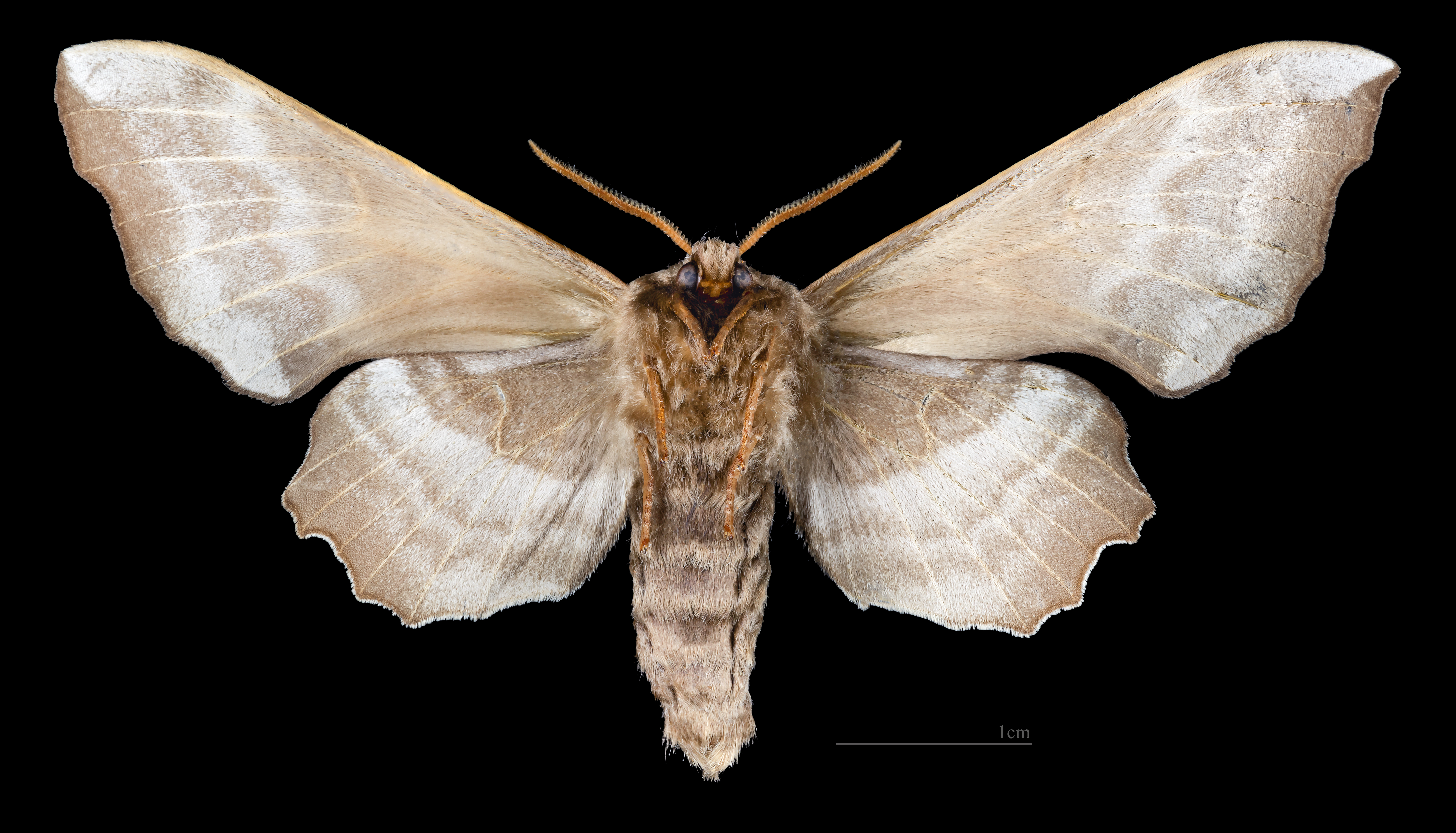
Самец (со стороны брюшка)
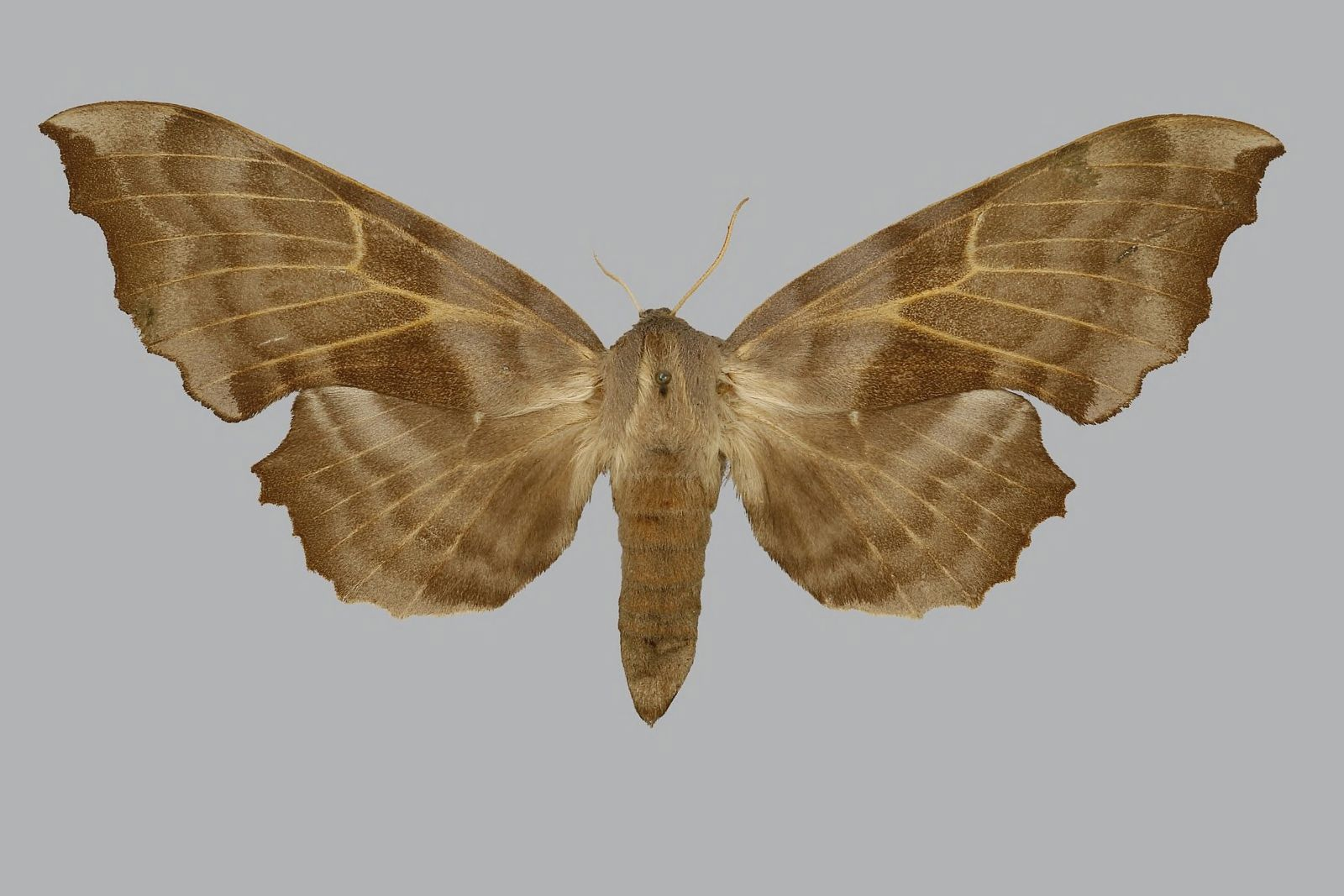
Самка (вид сверху)
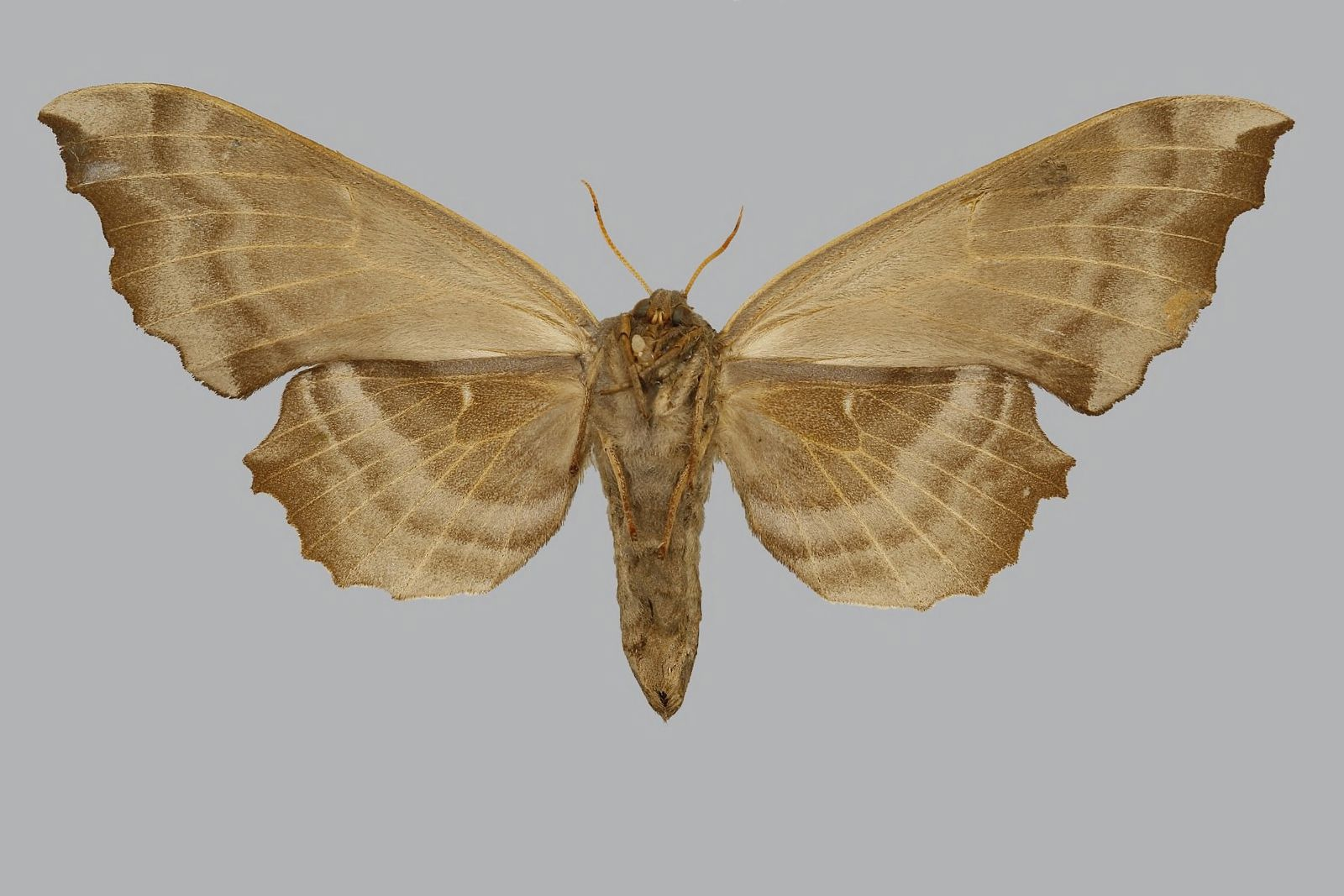
Самка (со стороны брюшка)